# Prosipho tomlini
Prosipho tomlini is een slakkensoort uit de familie van de Buccinidae. De wetenschappelijke naam van de soort is voor het eerst geldig gepubliceerd in 1957 door Powell.